# Try Again (singel Aaliyah)
Try Again – rhytm and bluesowa kompozycja autorstwa Static Majora i Timbalanda zrealizowana na ścieżkę dźwiękową do filmu Romeo musi umrzeć (2000). Utwór powstał w wykonaniu amerykańskiej piosenkarki Aaliyah, która w owym filmie wystąpiła w głównej roli żeńskiej. „Try Again” objęło pierwszą pozycję notowania Billboard Hot 100, zdobyło pozytywne recenzje krytyków muzycznych oraz zyskało status jednej z najpopularniejszych piosenek Aaliyah. Podczas 43. ceremonii wręczenia nagród Grammy piosenka była nominowana do tego lauru w kategorii Best Female R&B Vocal Performance.
Organizacja Australian Recording Industry Association (ARIA) przyznała utworowi status platynowego singla. W listopadzie 2002 r. magazyn New Musical Express umieścił utwór „Try Again” na pozycji #93 zestawienia „stu najlepszych singli wszech czasów”.

## Listy utworów i formaty singla
1. „Try Again” feat. Timbaland – 4:04
2. „Try Again (Timbaland Remix)” – 4:59
3. „Try Again (D’Jam Hassan Remix)” – 5:28
4. „Try Again (Instrumental)” – 4:43

## Promocja
W trakcie medialnej promocji filmu Romeo musi umrzeć i ścieżki dźwiękowej z tego projektu, Aaliyah wykonała utwór „Try Again” podczas telewizyjnych programów rozrywkowych The Tonight Show with Jay Leno, The Rosie O’Donnell Show oraz Total Request Live.

## Teledysk
Zdjęcia do wideoklipu, którego reżyserem jest Wayne Isham, powstawały w Hollywood Center Studios w Los Angeles. W klipie, przy boku Aaliyah, wystąpił aktor Jet Li, który w filmie Romeo musi umrzeć odegrał ukochanego artystki.
Ogół teledysku opiera się na atrakcyjnej choreografii autorstwa Fatimy Robinson – bliskiej przyjaciółki Aaliyah. W jednej ze scen wokalistka – przy pomocy i oparciu Jeta Li – wykonuje układy taneczne na lustrzanych ścianach. Motyw ten inspirowany był kultowym filmem akcji Wejście smoka z Bruce’em Lee w roli głównej.
Muzyczna stacja telewizyjna BET umieściła teledysk na miejscu #7 notowania „najlepszych klipów (2000) roku”. Był on też nominowany do MTV Video Music Award i nagrody Soul Train.
Kulisy powstawania wideoklipu posłużyły za bonus dla wydania DVD filmu Romeo musi umrzeć.

## Pozycje na listach przebojów
W notowaniu Billboardu Hot 100 „Try Again” zadebiutowało w połowie marca 2000 roku. 17 czerwca piosenka wspięła się na pozycję szczytową. W czołowej dziesiątce spędziła piętnaście najbliższych tygodni, a w tytułowej setce – trzydzieści trzy tygodnie. W Niemczech utwór dotarł do miejsca #5, a z niemieckiej listy przebojów nie zszedł przez dwadzieścia tygodni. Do dziś pozostaje najbardziej sukcesywnym singlem Aaliyah w tym kraju.
| Notowanie (2000)                        | Najwyższa pozycja |
| --------------------------------------- | ----------------- |
| Australian Singles Chart                | 8                 |
| Belgian Singles Chart (Flandria)        | 6                 |
| Belgian Singles Chart (Region Waloński) | 5                 |
| French Singles Chart                    | 1                 |
| German Singles Chart                    | 5                 |
| Norwegian Singles Chart                 | 5                 |
| Swedish Singles Chart                   | 15                |

| Notowanie (2000)               | Najwyższa pozycja |
| ------------------------------ | ----------------- |
| Switzerland Singles Chart      | 8                 |
| Tokyo Hot 100                  | 11                |
| United World Chart             | 4                 |
| UK R&B Singles Chart           | 2                 |
| UK Singles Chart               | 5                 |
| U.S. Billboard Hot 100         | 1                 |
| U.S. Billboard Hot 100 Airplay | 1                 |

### Listy końcoworoczne
| Rok  | Notowanie                            | Pozycja |
| ---- | ------------------------------------ | ------- |
| 2000 | ARIA Charts                          | 51      |
| 2000 | German Singles Chart                 | 7       |
| 2000 | U.S. Billboard Hot 100               | 12      |
| 2000 | U.S. Billboard Hot R&B/Hip-Hop Songs | 18      |

### Certyfikaty i sprzedaż
| Kraj                  | Certyfikat | Sprzedaż |
| --------------------- | ---------- | -------- |
| Australia (ARIA)      | Platyna    | 100,000  |
| Nowa Zelandia (RIANZ) | Złoto      | 7,500    |

## Historia wydania
| Region            | Data                | Format               |
| ----------------- | ------------------- | -------------------- |
| Stany Zjednoczone | 29 lutego 2000 r.   | airplay              |
| Stany Zjednoczone | 27 czerwca 2000 r.  | 12-inch single       |
| Wielka Brytania   | 24 kwietnia 2000 r. | singel CD            |
| Wielka Brytania   | 10 lipca 2000 r.    | kaseta magnetofonowa |
| Wielka Brytania   | 19 lutego 2001 r.   | 12-inch single       |
| Holandia          | 8 sierpnia 2000 r.  | singel CD            |
| Niemcy            | 15 marca 2000 roku. | singel CD            |

## Ciekawostki
- Sampel z tej kompozycji brytyjski gwiazdor muzyki pop George Michael wykorzystał w swoim utworze „Freeek!”.
- Partia rapowana przez Timbalanda („It’s been a long time, I shouldn’t have left you without a dope beat to step to”) jest nawiązaniem do treści utworu Erica B. & Rakima „I Know You Got Soul”.
- Cover tego utworu nagrali: duński wokalistka Jesper Henriksen oraz niemiecki zespół Knorkator.